# Крилов Олексій Георгійович
Олексій Георгійович Крилов (15 березня 1908, місто Москва, тепер Російська Федерація — ?, місто Москва) — радянський діяч, директор Московського автомобільного заводу імені Сталіна (імені Лихачова). Член ЦК КПРС у 1961—1966 роках. Депутат Верховної ради СРСР 5-го скликання.

## Життєпис
Народився в родині робітника. З 1925 року працював у Держплані СРСР. У 1929 році закінчив робітничий факультет.
У 1929 році поступив до Московського автотракторного інституту імені Ломоносова. Провчився на денному відділенні до листопада 1931 року, потім, після реорганізації інституту, перейшов на вечірнє відділення і одночасно почав працювати на Московському автомобільному заводі імені Сталіна.
У 1933 році закінчив технологічний факультет Московського автомеханічного інституту.
У 1932—1938 роках — технік, технолог, старший інженер-технолог, начальник технічної частини механоскладального цеху № 1, у 1938—1941 роках — начальник технологічного відділу Московського автомобільного заводу імені Сталіна.
У 1941—1942 роках — начальник технологічного відділу, головний технолог, заступник головного інженера евакуйованої частини Московського автомобільного заводу імені Сталіна на Ульяновському автомобільному заводі в місті Ульяновську.
З 1942 по жовтень 1944 року — начальник технічного відділу, головний інженер Головного управління Народного комісаріату середнього машинобудування СРСР.
Член ВКП(б) з 1943 року.
У жовтні 1944 — листопаді 1948 року працював у Сполучених Штатах Америки представником від Народного комісаріату середнього машинобудування в складі спецкомісії, а потім — від Міністерства автотракторної промисловості СРСР заступником начальника відділу «Станкоімпорт» у радянській урядовій закупівельній комісії і в Амторгу з придбання обладнання для автомобільних заводів міністерства.
У грудні 1948 — лютому 1949 року — заступник начальника технічного управління Міністерства автотракторної промисловості СРСР.
У лютому 1949 року — червні 1952 року — головний інженер — заступник директора Московського автомобільного заводу імені Сталіна.
16 червня 1952 — 1953 року — заступник міністра і член колегії Міністерства автомобільної і тракторної промисловості СРСР.
20 травня 1954 — 23 березня 1963 року — директор Московського автомобільного заводу імені Сталіна (потім — імені Лихачова).
Потім — на пенсії в Москві.

## Нагороди
- орден Леніна
- орден Трудового Червоного Прапора
- медаль «За доблесну працю у Великій Вітчизняній війні 1941—1945 рр.»
- медалі
- Сталінська премія ІІІ ст. (1951) — за створення нового зразка автомобіля